# 志賀之陣
志賀之陣是元龜元年（1570年）9月時，朝倉氏聯合淺井氏出兵，攻打織田氏志賀一帶的戰事，最終以雙方和談告終。

## 背景
織田信長跟淺井長政在元龜元年（1570年）的金崎之戰後正式交惡，織田信長跟朝倉義景、淺井長政旋即又爆發姊川之戰，織田信長獲得勝利，拿下橫山城且包圍淺井家臣磯野員昌所在的佐和山城，雙方越發交惡，淺井家臣堀秀村、樋口直房，甚至淺井長政的叔父淺井山城守都投降織田家。
元龜元年（1570年）9月，趁著織田信長在攝津國與三好長逸、一向一揆對峙之時，淺井長政派出家臣木村貞之、淺井惟安作為使者，前往越前國，邀請朝倉義景一同利用這良機出兵襲擊織田家，雙方組成的兵力有總數4萬人（含六角軍）、3萬人、朝倉軍2萬、淺井軍8千合計2萬8千、朝倉軍2萬、淺井軍4千合計2萬4千等說法，朝倉、淺井聯軍分別在出兵近江坂本口，淺井軍在9月13日時從小谷城離開，17日時進入高島郡的伊黒城。9月19日時，朝倉軍先鋒朝倉景健、山崎吉家也領軍至坂本。朝倉、淺井聯軍選在比叡山八王寺布陣。

## 宇佐山城之戰
9月16日時，宇佐山城將森可成獲知朝倉、淺井兩家聯手來襲的情報後，便率軍出陣在坂本町跟敵方接觸，9月18日時雙方爆發小規模的衝突，朝倉、淺井聯軍裡約兩三百人冒然進攻，森可成領兵出城將之擊退，斬殺18人，收得一場小勝利｡
9月19日時，織田信長之弟織田信治也從京都率領2千人為支援宇佐山城，留下1千人在志賀穴穗防備，親率1千人協助森可成作戰。而完成布陣的朝倉、淺井兩家兵分二路再次殺往坂本口，朝倉軍由宍太村出擊，淺井軍由辛崎濱發動攻勢，森可成率領5百城兵出戰，朝倉家臣朝倉景鏡把3千兵馬分成三段，在森可成接近時先由一隊用洋槍攻擊，然後再一隊率先攻擊，最後一隊包抄夾擊。森可成雖積極反擊，但淺見道西、淺井政元又領2千人來夾擊，朝倉景恆、山崎吉家、阿波賀三郎也領兵來圍攻，甚至連淺井長政亦率領本隊參與攻勢，兩家兵馬持續包圍森可成的部隊，儘管森可成奮勇作戰，在敵軍猛攻下依然崩潰戰敗，森可成被淺井家臣石田十藏討取、織田信治被朝倉家臣大陽寺右馬助討取，而青地茂綱、尾藤源內、尾藤又八、道家清十郎、助十郎兄弟等織田家將領也戰死，織田軍有陣亡數百人、陣亡3百人、陣亡7百人等說法｡
擊潰森可成部隊的淺井、朝倉聯軍順勢進攻宇佐山城，但留守城內的武藤兼友、肥田忠政、林通安的奮戰下，城池始終未被攻陷。翌20日，淺井、朝倉聯軍出大津至馬場、松本一帶放火，21日時又越過逢坂，到京都附近的醍醐、山科放火｡

## 織田信長來援
９月24日時，織田信長從攝津撤軍，以柴田勝家殿後，全軍撤往京都，織田信長在護送將軍足利義昭回到京都後，領軍越過逢坂至下坂本布陣迎戰淺井、朝倉聯軍，並在本濱、白川一帶放火，並且商請盟友德川家康援助，家康便在10月時派遣家臣酒井忠次、石川家成、松平伊忠、本多康重、松平忠次領2千人往北近江助戰，也有派遣石川家成、松平信一率領3千人支援的說法。
但淺井、朝倉聯軍一看到織田信長的旗印，便迅速退往比叡山，在蜂峰、青山、局笠山一帶佈陣｡織田信長透過佐久間信盛跟稻葉一鐵招來延暦寺的僧人十名，表示以歸還山門領地為條件，要求他們不可幫助，淺井、朝倉聯軍，若僧眾拒絕，則將燒毀比叡山根本中堂、三王二十一社。但延暦寺僧眾並不同意織田信長提出的條件交換，堅持繼續幫助淺井、朝倉聯軍。
因此織田信長就在25日開始包圍比叡山，織田軍在山麓的香取屋敷安排平手汎秀、長谷川丹後守、山田勝盛、不破光治、丸毛長照、淺井政貞、丹羽氏勝進入、新構築的穴太砦安排簗田廣正、河尻秀隆、佐佐成政、塚本小大膳、明智光秀、苗木久兵衛、村井貞勝、佐久間信盛、進藤賢盛、後藤高治、多賀常則、梶原平次、永井雅樂助、種田助之丞、佐藤秀方、中條家忠等16名將領入駐。田中一帶由柴田勝家、氏家卜全、安藤守就、稻葉一鐵布陣、唐崎砦由佐治信方、津田太郎左衛門入駐，織田信長本陣則設在志賀的宇佐山城。比叡山西麓的將軍地藏山古城跡則由織田信廣、三好康長、香西元成率領2千兵力布陣｡八瀨、大原口則由山本對馬守、高野蓮養坊構築陣地，對當地地形詳細了解的兩人還數度趁夜派遣忍者上山放火，使寺方大為苦惱。
但9月28日時，三好長治跟篠原長房也攻打織田方的尼崎城，城將河原林三河守戰死。織田軍對比叡山的包圍到10月20日時，織田信長差遣家臣菅谷長賴上山，跟朝倉義景表示想要一戰分勝敗，但朝倉家卻不做出明確回答。就在織田信長糾纏於比叡山戰事時，三好三人眾趁機在野田、福島砦進行補修增固，並招集浪人在河內、攝津各地示威。高屋城的畠山昭高、若江城的三好義繼、交野城的安見右近以及伊丹、塩河、茨木、高槻各城也都增強防備，和田惟政也率領畿内眾在各地陣所強化守備｡
也在細川藤孝的建言下，織田信長派遣革島一宣父子至丹後國招募海盜，趁著朝倉義景的主力離國，由水路殺入越前騷擾放火。

## 六角起兵
同時，六角義賢、六角義治父子也在南近江再度起兵，在甲賀口的三雲氏居城菩提寺城集結兵力，近江的一向一揆亦蜂起呼應，試圖阻斷美濃、尾張方面的通路。織田信長也在10月2日讓丹羽長秀跟木下藤吉郎跟德川家派來的援軍會合往志賀進發，兵力據說達到1萬5千人，丹羽長秀跟木下藤吉郎兩人便在包圍小谷城付城橫山城跟佐和山城付砦留下一定的守備兵力後，起兵前往志賀參戰，並在西進途中，攻破一揆眾在建部新建的砦，丹羽長秀跟木下藤吉郎斬殺敵軍2千人，更殺死一揆首領照光房。
丹羽、木下的軍隊來到志賀進入瀨田時，織田信長一度懷疑是瀨田城的山岡景隆聯合六角軍叛變，獲知是丹羽長秀跟木下藤吉郎領兵來援後，織田軍士氣大振，織田信長也安排德川援軍松平信一、松平家忠率1千人進駐滋賀，松平忠次等人則入屯勢多、草津進行防備，六角義賢一度再度起兵，卻被松平忠次所擊敗。10月22日時，一向一揆也攻打三牧城，卻被細川藤孝擊退，本願寺顯如親自攻打高屋城、三好長逸攻打烏帽子形城也都失敗。
11月12日時，原先跟織田信長為敵的三好三人眾經由松永久秀的仲介，雙方開始進行和談，並在11月21日正式議和，織田信長隨後在12月7日跟篠原長房交涉議和，由於三好三人眾都跟織田家和談，在11月22日達成和談。
11月16日，織田信長讓丹羽長秀在瀨田架設舟橋，由村井新四郎、埴原新右衛門負責警備｡比叡山上朝倉軍在11月16日時也在坂本、干野、仰木、雄琴、苗鹿五處布陣防備。
但伊勢國北部的長島一向一揆在願証寺住持証意的領導下，蜂起進攻伊勢、尾張兩國邊境的小木江城，作為城主的織田信長七弟織田信興因寡不敵眾，在奮戰後不敵，於天守切腹自殺，11月22日，織田信長跟六角義賢達成和議，六角方的三雲氏、三上氏亦前往志賀向織田信長致意。

## 堅田之戰
11月25日時，堅田豪族豬飼昇貞、馬場孫次郎、居初又次郎與織田家內通倒戈，織田家派遣坂井政尚、安藤右衛門、桑原平兵衛，接收豬飼等人的人質後，趁夜組成1千7百人的部隊駕舟進攻堅田，並攻打朝倉、淺井積糧的寺廟，殺死士兵53人，但朝倉方也及時以朝倉景鏡、山崎吉家、前波景當領3千兵力奧援，加上淺井家臣赤尾清綱、淺井政元又領2千人助陣，兩家聯軍總計5千人，坂井政尚親率5百織田軍突擊，朝倉軍的前波景當、堀平右衛門尉跟擔任朝倉義景右筆的中村木工丞遭到討取，淺井軍的淺井甚七、赤尾甚介、田那部平内、八木又八郎陣亡。但由於淺井、朝倉聯軍人數較多，在朝倉景鏡指揮之下仍取得勝利，坂井政尚父子跟浦野源八父子、馬場孫次郎、居初又次郎、遠藤胤俊紛紛戰死，織田軍敗退。朝倉軍討取1583人，戰後，朝倉義景也在坂本一帶進行頸實檢。但也有織田軍陣亡數百人，朝倉、淺井聯軍陣亡8百人、織田軍的陣亡5百人，織田軍陣亡數千人，織田軍陣亡千餘人、朝倉、淺井聯軍陣亡6.7百人，織田軍陣亡8百人等說法。

## 議和
在時節步入冬天後，因為降雪使北國的通路被封閉，經由將軍足利義昭出面，派遣二階堂孝秀為使者，企圖促成朝倉義景跟織田信長的和談，並在11月30日時足利義昭跟朝廷共同出面斡旋，朝廷方面也下旨要織田信長、朝倉義景同意和談，在關白二條晴良敦促下，雙方終於同意休戰。但何以足利義昭與朝廷會出面斡旋，各書則說法不一，《續本朝通鑑》、《信長公記》聲稱是朝倉、淺井兩家向將軍進言，希望雙方議和，而《朝倉始末記》則表示是織田信長奏請。
12月13日，織田信長跟淺井長政、朝倉義景正式講和，互相交換請起文，織田軍渡過湖水從瀨田撤退，淺井、朝倉聯軍則由高島郡退離。翌14日，織田信長按照約定經由瀬田的山岡景隆居城撤軍，淺井、朝倉聯軍隨後在15日早晨從比叡山下山返回領地，織田信長在12月17日回歸岐阜城。

## 逸話
《三河物語》中則聲稱織田信長在跟朝倉義景交換誓書時，表示「天下是朝倉大人所有，我將不再妄想」。
《淺井三代記》則紀錄，織田信長暗中跟丹羽長秀、水野信元表示雙方再戰之期不遠，要丹羽長秀想方法攻下淺井家的佐和山城。